# Liste d'accidents aériens en 2025
Pour des articles plus généraux, voir Liste de listes d'accidents aériens et 2025 en aéronautique.
Voici la liste non exhaustive d'accidents et incidents aériens en 2025.

## Janvier
- 1er janvier : un hélicoptère de combat Mil Mi-28 de l'Armée de l'air russe s'écrase lors d'une mission de combat dans l'oblast de Voronej. Les deux pilotes sont morts[1].
- 5 janvier : un hélicoptère HAL Dhruv Mark 3 de la Garde côtière indienne s'écrase à l'atterrissage sur l'aéroport de Porbandar dans l'État de Gujarat, en Inde. Les trois personnes à bord sont mortes[2].
- 7 janvier :

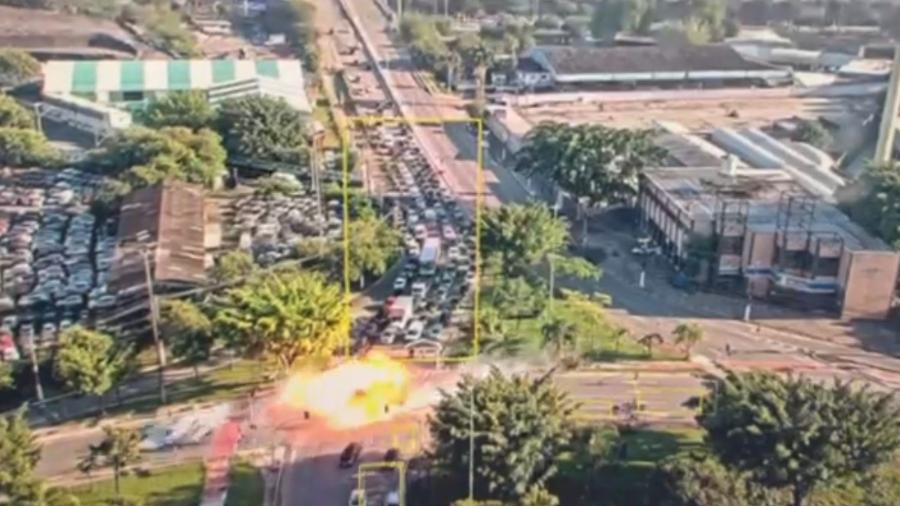
Explosion du King Air F90 à São Paulo le 7 janvier 2025.

- - un hydravion Cessna 208 Caravan s'écrase au décollage depuis une baie de Rottnest Island en Australie. Sur les sept personnes à bord, trois sont mortes, le pilote australien, un touriste danois et un suisse, et trois autres blessées[3] ;
  - un avion de tourisme King Air F90 s'écrase et explose dans une avenue de la ville de São Paulo au Brésil. Les deux personnes à bord sont mortes, six autres ont été blessées au sol[4].
  - un avion d'entraînement Nanghang K-8 Karokorum de la force aérienne pakistanaise s'écrase à Risalpur près de la piste de la Pakistan Air Force Academy (en). Le pilote est mort[5].
- 8 janvier : un avion léger Cessna 402 de la compagnie aérienne Pacifica de Aviación, reliant Juradó à Medellín s'écrase dans la forêt à Urrao en Colombie. Les dix personnes à bord sont mortes[6].
- 15 janvier : 
  - un avion léger Cessna 206 construit en 1966 s'écrase à La Yesca (en) dans l'état mexicain de Nayarit. Les six personnes à bords sont mortes[7].
  - un avion bimoteur Rockwell Aero Commander 690 de la Force de l'ordre de la république islamique d'Iran s'écrase dans la préfecture de Racht. Les 3 personnes à bord sont mortes[8].
- 26 janvier : un avion de tourisme de Cessna 172 Skyhawk transportant quatre ressortissants français s'est crashé sur un flanc de montagne, peu après son décollage de l'aéroport Douglas Charles, à la Dominique. Les quatre jeunes martiniquais ont péri[9].
- 28 janvier : 
  - un avion Airbus A321 de la compagnie Air Busan, en Corée du Sud, prend feu sur la piste de l'aéroport international de Gimhae de Busan. 176 passagers à bord ont été évacués, et trois personnes ont été blessées durant l'opération. Aucun décès n'est à signaler[10].
  - un avion de chasse F-35A du 354th Fighter Wing de l'USAF s'écrase sur la Eielson Air Force Base en Alaska. Le pilote s'est éjecté sain et sauf[11].
- 29 janvier :
  - un avion de ligne Bombardier CRJ700, du vol American Airlines 5342 s'est écrasé dans le fleuve Potomac en percutant un hélicoptère UH-60 de l'aviation légère de l'armée de terre américaine peu avant son atterrissage à l'aéroport de Washington Reagan tuant les 67 passagers ;
  - un avion de transport régional Beechcraft 1900D affrété par la Greater Pioneer Oil Company (consortium entre la China National Petroleum Corporation et la Nile Petroleum Corporation) s'écrase à Unity oilfield (en) dans l'état Unité au Soudan du Sud, peu après le décollage, tuant 20 des 21 occupants à bord ;
  - un avion d'affaires Cessna S550 Citation S/II du ministère de la justice du Venezuela s'écrase à Cerro El Volcán (en) dans la commune de El Hatillo. Les trois militaires à bord sont morts[12].

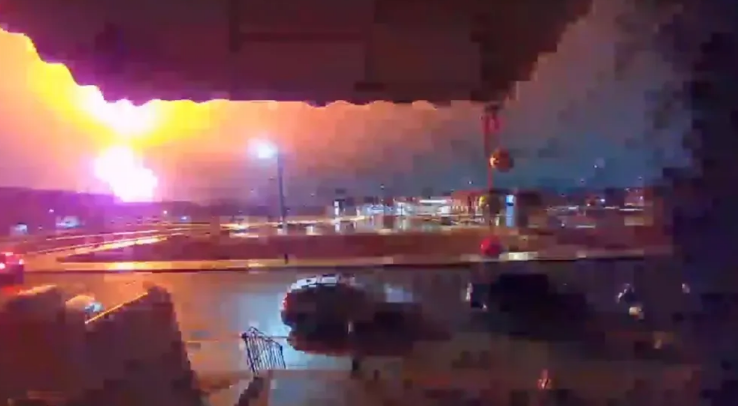
Explosion du Learjet 55 a Philadelphie.

- 31 janvier : un avion médicalisé Learjet 55, exploité par Jet Rescue Air Ambulance, s'écrase près du centre commercial Roosevelt à Philadelphie peu après son décollage. Les 6 personnes de nationalité mexicaine présentes dans l'appareil sont décédées, une personne au sol est également tuée et 19 blessées[13].

## Février
- 2 février : un Soukhoï Su-27 de la 831e brigade d'aviation tactique de la force aérienne ukrainienne est abattu et son pilote tué, selon des sources ouvertes, par un Soukhoï Su-30 SM2 de l'aviation navale russe lors d'un tir à 130 km de distance par un missile APV Vympel R-37[14].
- 5 février : un hélicoptère privé AgustaWestland AW109S Grand s'écrase après son décollage à Castelguelfo di Noceto près de la ville de Parme en Italie. Les deux pilotes et le PDG de l'entreprise de charcuterie Rovagnati sont morts[15].
- 6 février : 
  - un avion léger Cessna Caravan EX du vol Bering Air 445 ayant à son bord neuf passagers et un pilote, disparait. Il reliait les villes de Unalakleet à Nome, distantes d'environ 235 kilomètres à travers le Norton Sound, une baie de la mer de Bering bordant l'Alaska, l'épave de l'avion est retrouvée le lendemain, il n'y a aucun survivant[16].

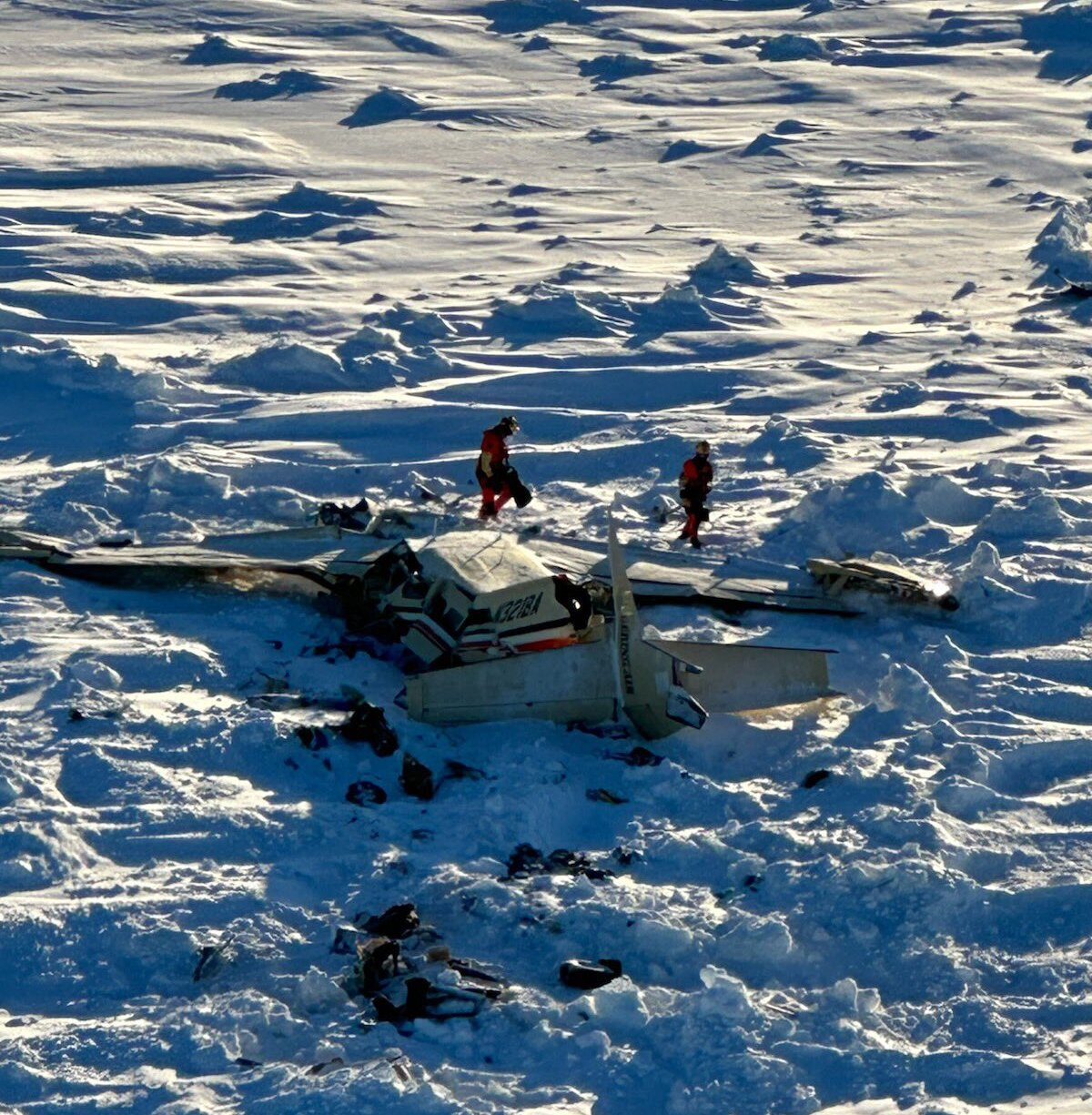
Épave du vol Bering Air 445 le 7 février 2025.

- - un avion léger Beechcraft B300 King Air 350 Intelligence, Surveillance and Reconnaissance de la société militaire privée américaine Metrea s'écrase dans la commune d'Ampatuan sur l'île de Mindanao aux Philippines. Les trois employés de Metrea et le militaire américain à bord sont morts[17].
  - un avion d'entraînement Nanghang K-8 Karokorum de la Force aérienne du Zimbabwe s'écrase dans la province de Midlands. Le pilote est mort[18].
  - un avion de chasse Dassault Mirage 2000 TH de la Force aérienne indienne s'écrase près de la ville de Narwar (en) dans l'état de Madhya Pradesh. Les deux pilotes se sont éjectés[19].
- 8 février : un avion d'attaque Soukhoï Su-25 de l'armée de l'air russe est abattu par la 28e brigade mécanisée ukrainienne à l'aide d'un missile 9K38 Igla à proximité de Zaïtsevo, dans l'oblast de Donetsk. Le pilote a été secouru par un hélicoptère russe de recherche et sauvetage au combat.
- 10 février : un avion d'affaires Learjet 35A appartenant à Vince Neil, du groupe de métal Mötley Crüe, sort de piste après son atterrissage sur l'aéroport de Scottsdale (Arizona) et rentre en collision avec un Gulfstream G200. Il semble que le train d'atterrissage principal gauche ait cédé. Le bilan est d'un mort et trois blessés[20].
- 11 février : un avion léger Beechcraft 55 Baron faisant du trafic de stupéfiants en provenance du Venezuela est abattu par la force aérienne brésilienne près de Manaus dans l'état d'Amazonas. Les deux personnes à bord sont mortes[21].
- 12 février : un avion de guerre électronique Boeing EA-18G Growler de l'US Navy décollant de la Naval Air Station North Island s'écrase dans la baie de San Diego. Les deux pilotes se sont éjectés[22].
- 15 février : un avion d'entrainement AIDC T-5 Brave Eagle de la Force aérienne de la république de Chine (Taïwan) s'écrase en mer a environ 8 km au large du comté de Taitung à la suite d'une panne moteur. Le pilote s'est éjecté sain et sauf[23].

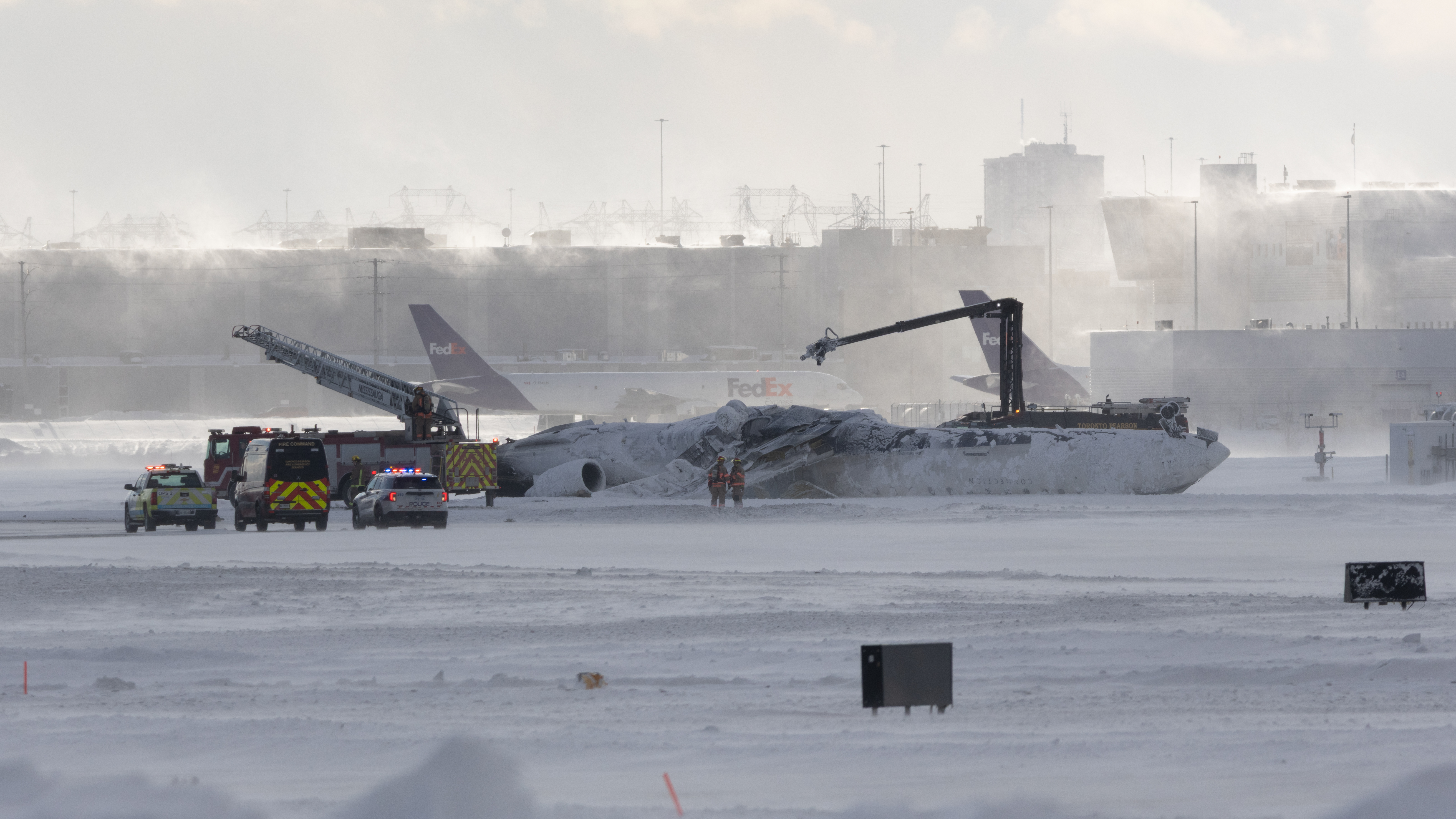
Épave du CRJ900 sur l'aéroport de Toronto.

- 17 février : un avion de transport régional Bombardier CRJ900 du vol Delta Connection 4819 s'écrase à l'atterrissage à l'aéroport international Pearson de Toronto. Sur les 80 occupants, 18 sont blessés[24].
- 19 février : un Cessna 172 S et un Lancair 360 MK II se percutent en plein vol en Arizona, le Cessna se pose sans gravité mais le Lancair s'écrase sur la piste de l'aérodrome de Marana, deux personnes sont mortes[25].
- 25 février : au Soudan, un avion de transport Antonov An-26 de la Force aérienne soudanaise décollant de la base aérienne de Wadi Sayyidna s'écrase dans un quartier habité à Omdourman près de Khartoum, faisant 46 morts[26]; les 17 militaires dont plusieurs de haut rang à bord ont péri ainsi que 29 civils au sol[27].

## Mars
- 4 mars : peu après minuit un avion de combat FA-50 de la force aérienne philippine avec deux pilotes s'écrase dans les montagnes de Bukidnon lors d'une mission de combat à Mindanao alors qu'il devait frapper une position de la Nouvelle Armée populaire[28]. Les corps des pilotes sont retrouvés le 5 mars[29].
- 16 mars : un drone d'attaque Akinci de l'armée turque est abattu par le PKK dans le nord de l'Irak, l'épave du drone s'écrase à Ranya[30].
- 17 mars : un avion British Aerospace Jetstream 32 de Aerolínea Lanhsa (en) transportant dix-huit personnes fait une sortie de piste au décollage de l'aéroport de Roatán au Honduras avant de s'abîmer en mer des Caraïbes[31]. Treize personnes sont mortes dont le musicien Aurelio Martínez[32].
- 18 mars : un hélicoptère de combat Mil Mi-28 des Forces aérospatiales russes s'écrase dans le raïon de Volossovo pendant un vol d'entraînement. Les deux pilotes sont morts[33].
- 19 mars : un avion de combat Soukhoï Su-30MKA des Forces aériennes algériennes s'écrase à l'est de Tamekten dans le Wilaya d'Adrar quelques secondes après son décollage de la base aérienne de Reggane. Un pilote est mort, un second s'est éjecté sain et sauf[34].
- 20 mars : un chasseur-bombardier Soukhoï Su-24 de la force aérienne soudanaise est détruit au sol sur la base aérienne de Wadi Sayyidna par un tir d'un drone des Forces de soutien rapide possiblement un FH-95 chinois[35].
- 21 mars : un avion d'entrainement Nanghang K-8 Karokorum de l'Armée de l'air srilankaise s'écrase dans le district de Kurunegala. Les deux pilotes se sont éjectés[36].
- 22 mars : un avion de transport DHC-5D Buffalo de la compagnie Kenyane Trident Aviation décollant de la ville somalienne de Dhobley s'écrase à 24 km de Mogadiscio. Les cinq occupants sont morts[37].
- 24 mars : un avion d'attaque au sol Soukhoï Su-25 de l'armée de l'air russe s'écrase dans le kraï du Primorié, officiellement à la suite d'une panne moteur. Le pilote s'est éjecté[38]
- 25 mars : deux Alpha Jet de la Patrouille de France entrent en collision lors d'une répétition de voltige aérienne près de la base aérienne 113 Saint-Dizier-Robinson. Les trois pilotes à bord se sont éjectés[39].
- 26 mars  : un hélicoptère bombardier d'eau Sikorsky S-76 s'écrase dans le district de Uiseong en Corée du Sud en luttant contre des incendies déclarés le 25 mars. Le pilote est mort[40]

## Avril

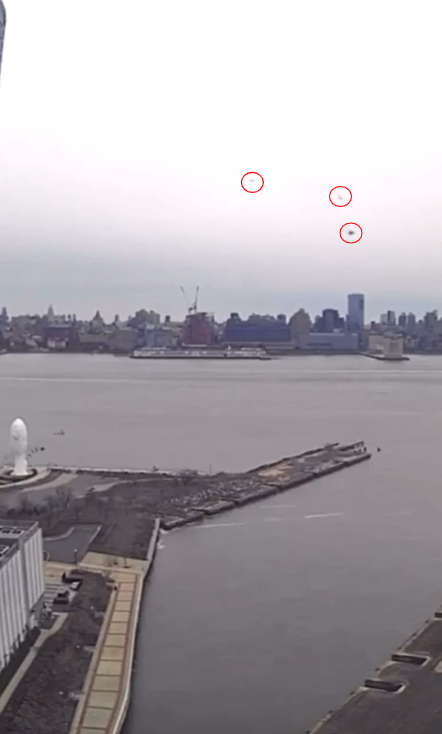
L'hélicoptère Bell 206 se brisant en trois morceaux au dessus de l'Hudson le 10 avril 2025.

- 1er avril : Dans la nuit du 31 mars au 1er avril 2025 à minuit, un drone Baykar Bayraktar Akıncı de l'Armée de l'air malienne est abattu au dessus de Tin Zaouatine (Mali) par les forces de défense aérienne du territoire de l'armée algérienne[41] à Tin Zaouatine (Algérie). L'Algérie déclare qu'il a pénétré dans l'espace aérien algérien sur 2 kilomètres[42],[43],[44],[45],[46]
- 2 avril : 
  - un bombardier Tupolev Tu-22M3 de l'aviation à long rayon d'action russe s'écrase dans l'oblast d'Irkoutsk après avoir heurté une ligne à haute tension lors d'un entraînement. L'équipage de quatre personnes s'est éjecté mais un pilote est mort de ses blessures[47].
  - un avion de combat SEPECAT Jaguar IT de la force aérienne indienne s'écrase dans le district de Jamnagar. Un des deux pilotes est mort, le second blessé[48].
- 6 avril : 
  - un hélicoptère sanitaire Airbus Helicopters H135 partant de l'île de Tsushima au Japon s'abîme en mer. L'appareil a été retrouvé flottant à l'envers à la surface de l'eau près de l'île Iki, grâce à des flotteurs gonflables. Trois des six occupants, un pilote, un mécanicien et une infirmière, ont été retrouvés sur le flotteur et secourus trois heures plus tard. Trois autres personnes, une patiente, un membre de sa famille et un médecin, sont mortes dans la cabine[49].
  - un hélicoptère bombardier d'eau Bell 206L-1 LongRanger II s'écrase à Taegu en Corée du Sud alors qu'il luttait contre les incendies ravageant la région depuis fin mars. Le pilote est mort[50].
- 10 avril : 
  - un hélicoptère Bell 206 s'abime dans le fleuve Hudson près du Pier 40 (en) entre Hoboken et New York après la perte de son rotor principal. Le pilote et une famille de cinq touristes espagnols sont morts[51].
  - un avion d'entrainement Grob G 120TP (en) de l'école d'aviation de la force aérienne mexicaine s'écrase prés de la ville Ameca au Mexique. Les deux pilotes sont tués[52].
- 12 avril : un avion de transport léger Mitsubishi MU-2 s'écrase dans un champ à Copake (New York) alors qu'il allait atterrir sur le Columbia County Airport (en). Les six personnes à bord de l'avion sont mortes[53].
- 15 avril : un avion d'entraînement Dassault Mirage 5 ROSE de la force aérienne pakistanaise s'est écrasé à Ratta Tibba près de Vehari, au Pakistan, après un dysfonctionnement technique signalé. Les deux pilotes se sont éjectés[54].
- 25 avril : un avion de transport léger Viking Twin Otter 400 de la police royale thaïlandaise s'abîme dans le golfe de Thaïlande peu après son décollage, à quelques centaines de mètres du littoral de la province de Prachuap Khiri Khan. Cinq des six occupants de l'avion ont péri à l'impact, le sixième de ses blessures[55].

## Mai
- 2 mai : des drones de surface navale MAGURA V7 abattent un ou deux Soukhoï Su-30 de l'Aviation navale russe au large du port russe de Novorossiysk avec des missiles AIM-9 Sidewinder. C'est la première fois qu'un drone naval attaque avec succès un avion à réaction[56].
- 3 mai : un Boeing 737-290C Advanced cargo exploité par IBM Airlines, pour le compte de l'armée de l'air du Sud-Soudan est détruit par les Forces armées soudanaises sur l'aéroport de Nyala (Soudan) dans le cadre de la Guerre civile soudanaise tuant les 18 passagers et les 2 membres de l'équipage[57].
- 4 mai : un missile balistique lancé par les Houthis frappe un terrain vague dans l'enceinte de l'aéroport international de Tel Aviv-David Ben Gourion, faisant 6 blessés légers, des dégâts très mineurs et causant un cratère d'impact large de plusieurs dizaines de mètres. De nombreuses compagnies aériennes occidentales annoncent suspendre leur vol vers Tel-Aviv après ce bombardement. Le gouvernement israélien promet des représailles aux houthis[58].
- 5 mai : l'aéroport de Port-Soudan est bombardé par des drones des forces de soutien rapide. Au moins un hangar et un Iliouchine Il-76 sont détruits[59], un Boeing 737 est sérieusement endommagé[60].
- 6 mai : 
  - un bombardement massif de l'aviation israélienne met hors service l'aéroport international de Sanaa[61] en représailles au tir du 6 mai. Celui-ci fait, selon son directeur, 500 millions de dollars de dégâts. Trois personnes sont tuées[62]. Trois des sept avions de ligne appartenant à la compagnie nationale Yemenia[63], deux Airbus A320 et un Airbus A330, un Iliouchine Il-76 anciennement de la force aérienne yéménite et un Bombardier CRJ200 de Felix Airways (en) sont détruits[64].
  - un avion de chasse F/A-18EF Super Hornet du VFA-11 rate son appontage sur le porte-avions USS Harry S. Truman (CVN-75) et tombe dans la mer Rouge. Les deux membres d'équipage sont secourus[65].
- 7 mai :
  - lors des frappes indo-pakistanaises de 2025, la première perte au combat d'un Dassault Rafale, de la force aérienne indienne, à lieu dans le district de Bathinda dans le Pendjab indien. Le pilote s'est éjecté, mais une personne au sol est morte et plusieurs sont blessées à la suite de l'explosion de l'appareil[66].
  - un avion de chasse F/A-18C Hornet de la force aérienne finlandaise, s'écrase près de l'aéroport de Rovaniemi, dans le nord de la Finlande. Le pilote a pu s'éjecter et être secouru[67].
- 8 mai : 
  - un hélicoptère de tourisme Bell 407 s'écrase dans une forêt du district d'Uttarkashi en Inde. Le pilote et cinq passagères sont morts, une sixième est blessée[68].
  - un avion sanitaire Piper Cheyenne II décollant de Santiago de Chili à destination d'Arica s'écrase dans la localité de Curacaví. Les six personnes à bord sont mortes[69].
- 9 mai : un hélicoptère Bell 212 de l'Armée de l'air srilankaise s'écrase dans le réservoir Maduru Oya Dam (en) du district d'Ampara. Six des douze militaires à bord sont morts[70].
- 14 mai : un avion d'entraînement Kawasaki T-4 de la Force aérienne d'autodéfense japonaise s'écrase dans un lac immédiatement après son décollage de la base aérienne  de Komaki[71]. Le corps d'un pilote est retrouvé le 16, le second est présumé mort.
- 15 mai : deux Canadair CL-415 de la Sécurité civile française sont endommagés lors d'un exercice dans le golfe de Porto-Vecchio alors qu'ils effectuaient un écopage. L'un à du faire un amerrissage d'urgence. L'équipage est indemne[72].
- 16 mai : 
  - un avion de combat MiG-29 de la force aérienne ukrainienne est abattu au-dessus de l'oblast de Zaporijjia. Possiblement par un tir de missile S-400 de l'armée russe[73].
  - un avion de combat F-16AM de la force aérienne ukrainienne s'écrase dans des conditions de combat inconnues alors qu'il tentait de contrer une attaque de drones russes à l'intérieur du territoire ukrainien. Le pilote a pu s'éjecter avec succès[74].
- 17 mai : 2 hélicoptères Robinson R44 Raven I de la société de construction estonienne Nordecon Betoon OÜ (NOBE OÜ) ont une collision en vol à Eura en Finlande. 3 personnes étaient dans un appareil, 2 dans un second, elles sont toutes tuées[75].
- 20 mai : 
  - un incendie criminel à l'aéroport de Montpellier-Méditerranée détruit 4 avions bimoteurs Diamond DA42 de l'ESMA – Airways Aviation France[76] et en endommage plusieurs autres à 4 h 30 du matin[77].
  - un avion d'entrainement KAI KT-1 de la force aérienne péruvienne est porté disparu près de l'ile Zaraté du département d'Ica au Pérou[78].
- un hélicoptère Mil Mi-17 de la force aérienne birmane est déclaré abattu par un quadrirotor FPV et un second contraint à un atterrissage d'urgence par l'Armée pour l'indépendance kachin près de la ville de Bhamo dans l'État kachin[79].
- 22 mai : un avion d'affaires Cessna Citation II s'écrase durant son approche vers l'aéroport Montgomery Field sur le quartier résidentiel Tierrasanta de San Diego. Les six personnes à bord sont tuées[80]. Il fait 8 blessés au sol et une dizaine d'habitations sont endommagé[81]
- 23 mai : un hélicoptère Mil Mi-8 de l'armée de l'air russe s'écrase dans l'oblast d'Orel. Les trois membres d'équipage sont morts[82].
- 24 mai : un hélicoptère Bell 212 de la Police royale thaïlandaise s'écrase près de la ville de Prachuap Khiri Khan. Trois des quatre policiers à bord sont morts[83].
- 28 mai : le dernier des quatre avions de ligne de Yemenia saisis par les Houthis, un Airbus A320, est détruit lors d'un bombardement aérien israélien sur l'aéroport international de Sanaa. Il n'y a pas de pertes humaines[84].
- 29 mai : un avion de patrouille maritime Lockheed P-3C Orion de la Marine de la république de Corée s'écrase peu après son décollage de l'aéroport de Pohang contre une montage en Gyeongsang du Nord. L'équipage de quatre personnes est mort[85].

## Juin

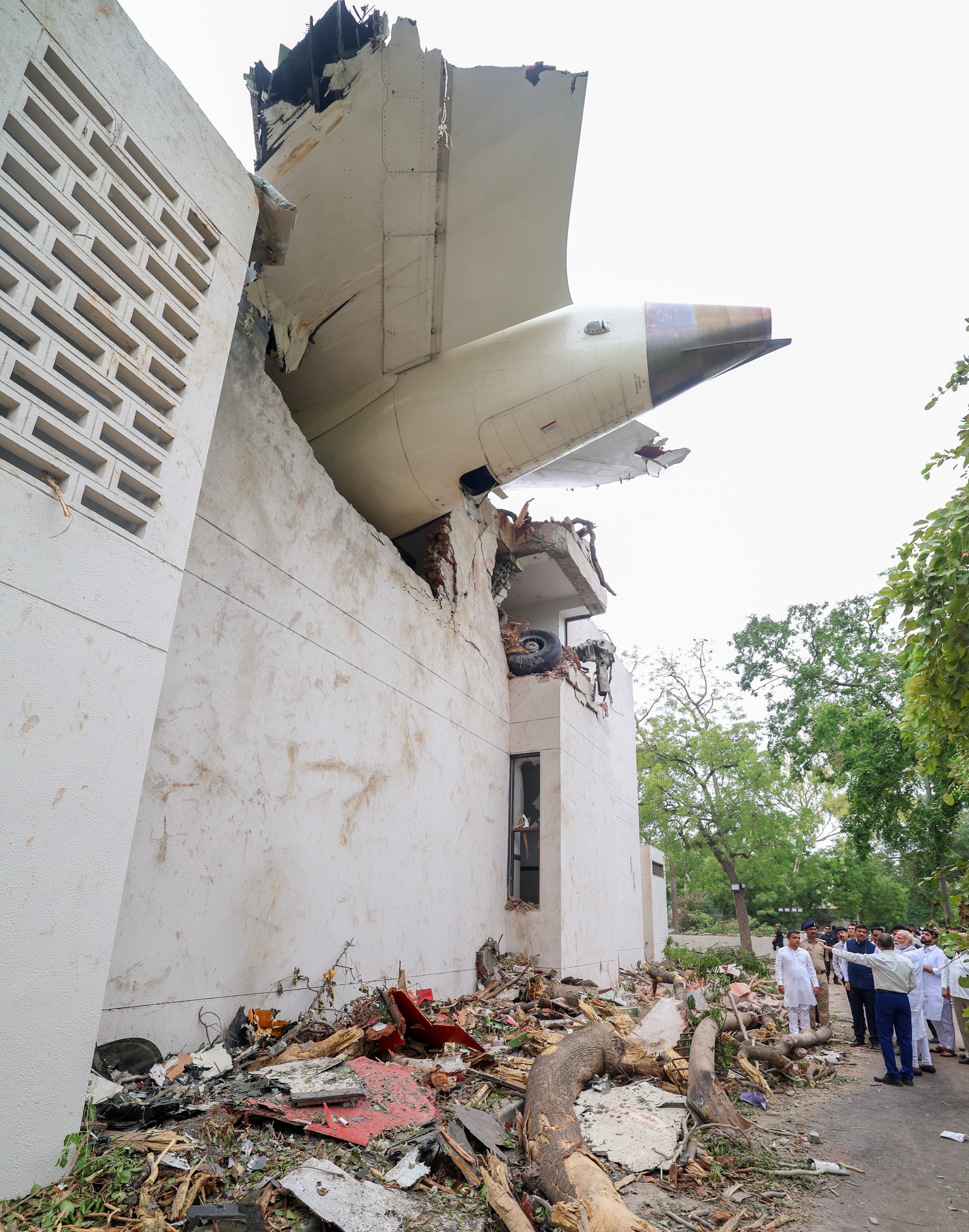
Épave de la section arrière de l'avion du vol Air India 171 encastrée dans le bâtiment de l'auberge de jeunesse.

- 1er juin : durant l'opération Toile d'araignée, des frappes coordonnées de drones FPV ukrainiens détruisent une dizaine de bombardiers longue distance et d'avions de transport de l'Armée de l'air russe en ciblant des bases aériennes en territoire russe.
- 10 juin :  un avion de combat Chengdu J-7 de la force aérienne birmane s'écrase dans un village dans la région de Sagaing tuant quatre personnes au sol[86]. L'Armée populaire de libération birmane déclare l’avoir abattu[87] avec des mitrailleuses[88].
- 12 juin : un Boeing 787 du Vol Air India 171, s'écrase peu après son décollage de l'aéroport international Sardar-Vallabhbhai-Patel dans une zone résidentielle de la ville d'Ahmedabad, dans le nord-ouest de l'Inde avec 242 personnes à son bord, le bilan fait état de 260 morts dont 19 au sol[89].
- 13 juin :
  - un avion d'attaque au sol Soukhoï Su-25 de l’armée de l'air russe stationné sur la base aérienne Taganrog-Central à son aile droite qui se détache et s'écrase à Soledar dans l'oblast de Donetsk. Le pilote s'est éjecté[90].
  - un bombardier Soukhoï Su-24M du groupe mercenaire russe Africa Corps s'écrase dans une rivière près de Gao au Mali[91].
- 14 juin : un avion d'entrainement Grob G 120A-K de la Force aérienne du Kenya s'écrase dans le Comté de Kwale au Kenya. Les deux pilotes sont morts[92].
- 15 juin : un hélicoptère Bell 407 d'une compagnie charter s'écrase dans le district de Rudraprayag en Inde. Les sept personnes à bord sont mortes[93].
- 21 juin : lors de l'accident de montgolfière de Santa Catarina au Brésil, huit des vingt-un personnes périssent alors que la nacelle prend feu et s'écrase au sol.
- 27 juin : une attaque de drones des forces d'opérations spéciales ukrainiennes contre la base aérienne de Marinovka détruit deux bombardiers tactiques Soukhoï Su-34 et en endommage deux autres[94]
- 29 juin : un avion de chasse F-16 de la 114e brigade d'aviation tactique ukrainienne s'écrase lors d'une mission d'interception de drones russes dans le nord de l'Ukraine. Le pilote est tué[95].

## Juillet
- 1er juillet : un bombardier tactique Soukhoï Su-34 de la force aérienne russe s'écrase à Koulebaki. L'officier des systèmes d'armes est mort après son éjection[96].
- 2 juillet : un hélicoptère d'attaque Mil Mi-24 de la Force aérienne ougandaise affecté à la Mission de l'Union africaine en Somalie s'écrase sur l'aéroport international de Mogadiscio et s'embrase. Cinq des huit personnes à bord périssent. Les trois autres ainsi que trois civils au sol sont blessés[97].
- 3 juillet : un avion de combat Guizhou JL-9 de la force aérienne birmane s'écrase en forêt dans le Township de Hpasawng. Les deux pilotes sont morts. Un mouvement de guérilla déclare l'avoir abattu[98].
- 9 juillet : un avion de la version d'entrainement du SEPECAT Jaguar de la force aérienne indienne s'écrase dans le district de Churu peu après son décollage de la Suratgarh Air Force Station (en). Les deux pilotes sont morts[99].
- 14 juillet : 
  - un hélicoptère Mil Mi-8 d'une société privée transportant 5 personnes (3 membres d'équipage et 2 techniciens) disparaît lors d'un vol reliant Okhotsk à Magadan[100].
  - un avion médicalisé Beechcraft 200 de la société néerlandaise Zeusch Aviation s'écrase quelques secondes lors de son décollage de l'aéroport de Londres-Southend. Les quatre personnes à bord sont mortes[101].
- 21 juillet : au moins 31 personnes sont tuées, dont le pilote et 25 enfants[102],[103], et 171 autres sont blessées, après qu'un avion d'entraînement F-7BGI de l'armée de l'air du Bangladesh s'est écrasé sur un campus universitaire et scolaire à Dacca, au Bangladesh[104].
- 22 juillet : un Dassault Mirage 2000-5 de la Force aérienne ukrainienne s'écrase avant minuit suite à un incident technique dans l'oblast de Volhynie en Ukraine, le pilote s'est éjecté[105].
- 24 juillet : le Vol 2311 Angara Airlines, un avion de transport régional Antonov An-24, s'écrase alors qu'il approchait de Tynda, une ville de l'oblast de l'Amour en Russie. Les 48 personnes à bord sont mortes[106].
- 28 juillet : un avion d'entraînement Alpha Jet des Forces royales air marocaines s’écrase alors  qu'il allait atterrir à l’aéroport de Fès-Saïss. Les deux pilotes sont morts[107].
- 29 juillet : un hélicoptère EC135 loué par la Luftwaffe s'écrase dans la rivière Mulde prés de la ville de Grimma en Allemagne. Les trois militaires à bord sont morts[108].
- 30 juillet :  
  - un avion de transport léger Cessna C-208B de l'Aviation nationale du Venezuela transportant des amérindiens Yanomami s'écrase à 14 km de l’aéroport de Puerto Ayacucho dans l'État d'Amazonas (Venezuela). Sept des dix personnes à bord sont mortes[109] ;
  - un chasseur F-35C du Strike Fighter Squadron 125 de l'US Navy s'écrase prés de la base aéronavale de Lemoore en Californie. Le pilote s'est éjecté avec des blessures mineures[110].

## Août
- 5 août : un avion d'entrainement Firnas-143 s'écrase sur l'aéroport de Jijel - Ferhat Abbas en Algérie. Les quatre personnes à bord, le commandant du Groupement aérien de la protection civile, un pilote stagiaire, le directeur de l’école de formation et un instructeur chilien d'Air Tractor sont morts[111].
- 6 août : 
  - un hélicoptère Harbin Z-9 de la Force aérienne du Ghana s'écrase dans la région Ashanti. Les huit occupants dont le ministre ghanéen de la Défense (en), Edward Omane Boamah, et le ministre de l'Environnement (en), Ibrahim Murtala Muhammed du Ghana sont morts[112] ;
  - un avion-cargo est détruit par les forces armées soudanaises à son atterrissage à l'aéroport de Nyala, capitale du Darfour du Sud, tenue par les Forces de soutien rapide (FSR). L'appareil, loué par les Émirats arabes unis, transportait à son bord 40 mercenaires colombiens ainsi que du matériel militaire selon les autorités soudanaises déclarant que tout les occupants ont été tués[113].
- 7 août : 
  - un avion Cessna 560XL Citation XLS de la Amref Health Africa ayant décollé de l'aéroport Wilson (Kenya) quelques minutes auparavant s'écrase dans une zone résidentielle à a Githurai (en) dans le comté de Nairobi au Kenya. Les deux pilotes et les deux médecins à bord ainsi que deux personnes au sol sont mortes, plusieurs autres sont blessés[114].
  - un avion de chasse Mitsubishi F-2 du le 3rd Tactical Fighter Squadron (JASDF) (en) s'abime en mer au large de la préfecture d'Ibaraki. Le pilote s'est éjecté sain et sauf[115].
- 14 août :  
  - un hélicoptère Mil Mi-17 en mission de secours suite aux inondations touchant la région s'écrase dans le Khyber-Pakhtunkhwa au Pakistan tuant les 5 personnes à bord[116] ;
  - un avion de combat Soukhoï Su-30SM de l'Aviation navale russe s'écrase au large de l'Île des Serpents en mer Noire. Les deux pilotes sont morts[117].
- 16 août : un avion Antonov An-2 d'une compagnie aérienne dont c'était le vol de certification s'écrase au km 34 de la Route nationale 4 près de Kisangani, en République démocratique du Congo[118]. Six des sept personnes à bord sont mortes dont un colonel des forces armées congolaises et son épouse[119].